# آپتامر

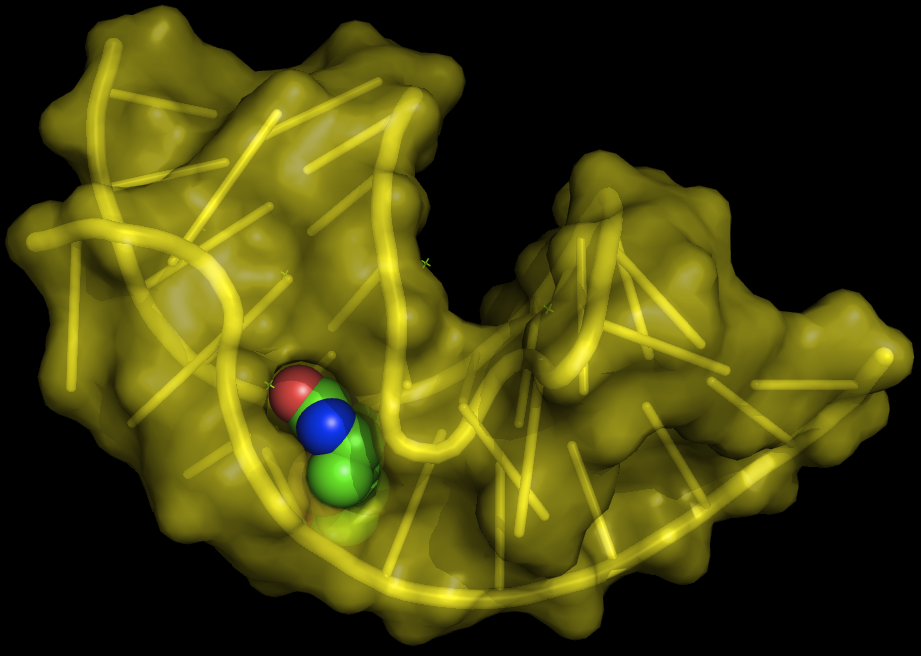
Structure of the biotin RNA aptamer (yellow) complexed with biotin - created with pymol using PBD entry 1F27

الیگونوکلئوتید آپتامر به‌طور کلی اصطلاح آپتامر (به انگلیسی: Aptamer، گرفته شده از واژه لاتین “aptus” به معنای گنجیدن (به انگلیسی: Fit)، و واژه یونانی "meros" به معنای قسمت (به انگلیسی: Part) به نوکلئیک‌اسیدهای تک‌رشته (DNA تک رشته یا RNA) یا الیگوپپتیدهایی که قادر به اتصال به یک هدف به‌طور اختصاصی با تمایل بالا هستند گفته می‌شود. اهداف آپتامرها بسیار وسیع است و از مولکول‌های کوچک تا ماکرومولکول‌ها و حتی سلول‌ها (سلول‌های پروکاریوت و یوکاریوت) را شامل می‌شوند. در این مدخل الیگونوکلئوتید آپتامرها مورد بحث است.آپتامرها DNA دو رشته ای یا مولکولهای RNA تک رشته ای هستند که به اهداف مولکولی خاصی متصل می شوند. جمعیت های بزرگ تصادفی تولید شده را می توان با انتخاب in vitro و واکنش زنجیره ای پلیمراز در آپتامرها غنی کرد. اما تاکنون DNA تک رشته ای برای خواص آپتامر مورد بررسی قرار نگرفته است ، و همچنین پروتئینی مورد نظر در نظر گرفته نشده است که از نظر فیزیولوژیکی با اسید نوکلئیک تداخل نداشته باشد.

## ساختار
الیگونوکلئوتید آپتامرها، DNA تک‌رشته یا RNA کوتاه‌زنجیر هستند که از حدود ۲۰–۸۰ نوکلئوتید تشکیل شده‌اند (۵–۱۵ کیلودالتون) و ساختار سه بعدی پایداری را تشکیل می‌دهند.

## اساس اختصاصیت و تمایل بالای الیگونوکلئوتید آپتامرها به هدف
الیگونوکلئوتید آپتامرها به ساختارهای پیچیده‌ای تاخوردگی پیدا می‌کنند از جمله این ساختارها کوآدراپلکس (به انگلیسی: Quadruplex)، سودونات (به انگلیسی: Pseudoknot)، بالج (به انگلیسی: Bulge) و سنجاق سر (به انگلیسی: Stem-loop) می‌باشند. این ساختارهای پیچیده باعث اتصال اختصاصی آپتامرها به اهدافشان می‌شوند؛ در واقع شناسایی اهداف به صورت شناسایی ساختاری (به انگلیسی: Structure recognition) است.

## سنتز الیگونوکلئوتید آپتامر
این آپتامرها طی چرخه‌ای به نام SELEX (Systematic Evolution of Ligands by Exponential enrichment) به‌طور شیمیایی سنتز می‌شوند. در واقع این چرخه، یک تکنیک قدرتمند در انتخاب آپتامر با اختصاصیت بالا نسبت به هدف، از میان کتابخانه‌ای از تعداد زیادی الیگونوکلئوتیدهای تصادفی، می‌باشد. در این چرخه ابتدا یک کتابخانه شامل 1013-1015 الیگونوکلئوتید به‌طور شیمیایی سنتز می‌شود. هر یک از این قطعات دارای یک قسمت میانی تصادفی است که حدود ۶۰ نوکلئوتید را شامل می‌شوند. در مرحله بعد این کتابخانه در معرض هدف مورد نظر (به عنوان مثال پروتئین تخلیص شده یا سلول سرطانی) قرار می‌گیرد. بدین ترتیب آپتامرهای دارای تمایل و اختصاصیت به هدف مورد نظر به آن متصل می‌شوند. قطعات متصل شده از متصل نشده جداسازی شده و سپس قطعات متصل شده تکثیر می‌شوند و به عنوان کتابخانه جدید در معرض هدف قرار می‌گیرد. این چرخه چندین بار تکرار می‌شود تا نهایتاً قطعه‌ای با بیشترین اختصاصیت انتخاب، تکثیر و توالی‌یابی می‌شود. این تکنیک در طی سالیان در مراحل مختلف آن دستخوش تغییر شده و بهبود یافته‌است به گونه‌ای که در انواع نوین آن تعداد چرخه‌ها و مدت زمان کاهش یافته‌است.

## کاربرد الیگونوکلئوتید آپتامر
به دلیل ویژگی‌های الیگونوکلئوتید آپتامرها، به عنوان مثال اختصاصیت و تمایل بالا به هدف، هزینه کم تولید، تسهیل اتصال به مولکول‌های گزارشگر، می‌تواند جایگزین آنتی‌بادی‌ها در بسیاری از زمینه‌ها شوند. از جمله این کاربردها شناسایی و درمان بیماری‌ها، بیوسنسورها و حامل دارو می‌باشد.